# Cieszyno, Hạt Świdwin
Cieszyno [t͡ɕeˈʂɨnɔ] (tiếng Đức: Teschenbusch) là một ngôi làng thuộc khu hành chính của Gmina widwin, thuộc quận Świdwin, West Pomeranian Voivodeship, ở phía tây bắc Ba Lan. Nó nằm khoảng 4 kilômét (2 mi) về phía tây bắc của Świdwin và 87 km (54 mi) về phía đông bắc của thủ đô khu vực Szczecin.